# 말테이스

말토스

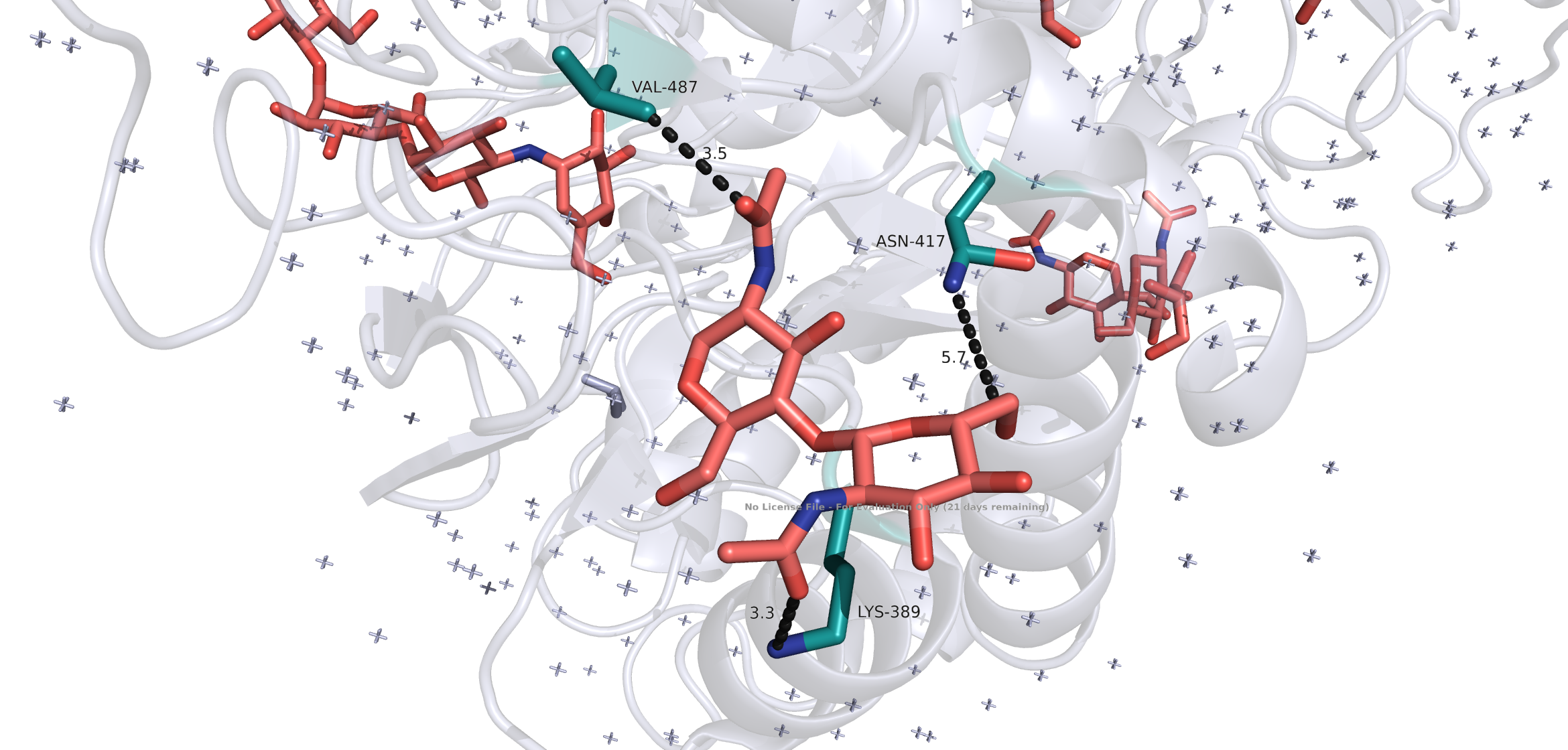
말타아제-글루코아밀레이스에서 리간드(NAG) 상호작용

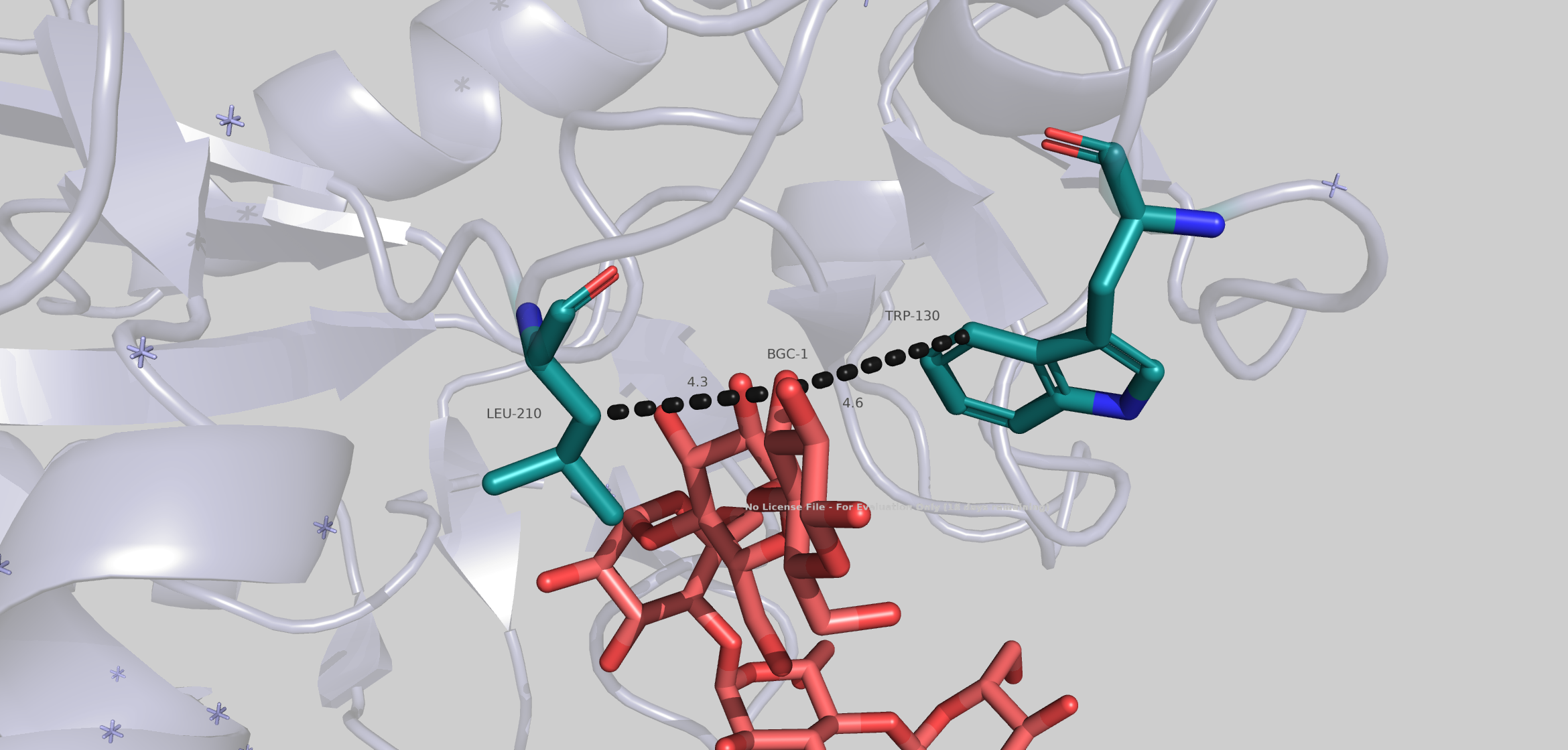
알파 아밀레이스에서 올리고당 상호작용

말테이스(maltase) 또는 말타아제는 이당류인 말토스를 두 개의 단순당인 포도당으로 가수분해하는 것을 촉매하는 효소 계열의 비공식적인 이름이다. 말타아제는 식물, 박테리아, 효모, 인간 및 기타 척추동물에서 발견된다.
녹말의 소화에는 여섯 가지 장 효소가 필요하다. 이들 효소 중 두 가지는 알파-아밀레이스라고 불리는 내강 내 엔도-글루코시데이스이다. 나머지 네 가지 효소는 상피세포의 내강 표면에 결합된 다양한 말타아제, 엑소-글루코시데이스로 확인되었다. 이들 말타아제 활동 중 두 가지는 수크레이스-이소말타아제(말타아제 Ib, 말타아제 Ia)와 관련이 있었다. 특징적인 특성이 없는 나머지 두 가지 말타아제는 말타아제-글루코아밀레이스(말타아제 II 및 III)라고 명명되었다. 이 네 가지 말타아제의 활동은 모두 선형 녹말 올리고당을 포도당으로 소화시키기 때문에 알파-글루코시데이스로도 기술된다.

## 구조
말타아제는 글리코시데이스 계열13(글리코시데이스 계열 13)이라고 불리는 장내 효소 그룹에 속하며, 복합 탄수화물의 알파-글루코시데이스 결합을 파괴하여 쉽게 사용 가능한 포도당 분자로 분해하는 역할을 한다. 포도당 분자는 세포 호흡 중 세포가 에너지(아데노신 삼인산)를 생산하는 "식량"으로 사용된다. 다음은 말타아제를 코딩할 수 있는 유전자이다.
- 산성 알파-글루코시데이스는 GAA 유전자에 코딩되어 있으며, 복합당인 글리코젠을 포도당으로 분해하는 데 필수적이다.
- 말타아제-글루코아밀레이스는 MGAM 유전자에 코딩되어 있으며, 녹말 소화에 역할을 한다. 인간의 이 효소 덕분에 식물 유래 녹말이 소화될 수 있다.[4]
- 수크레이스-이소말타아제는 SI 유전자에 코딩되어 있으며, 녹말, 수크로스, 이소말토스를 포함한 탄수화물 소화에 필수적이다.
- 알파 아밀레이스 1은 AMY1A 유전자에 코딩되어 있으며, 이전 효소가 촉매할 녹말과 글리코젠을 생산하기 위해 올리고당과 다당류의 알파-글루코시데이스 결합을 절단하는 역할을 한다. 뇌에 이 유전자가 더 많이 존재하면 알츠하이머병 위험을 낮추는 것으로 나타났다.[5]

## 메커니즘

말토스가 1-4 알파-글루코시데이스 결합에서 가수분해되는 반응.

모든 글리코시데이스 계열13 효소의 메커니즘은 알파-글루코시데이스 결합을 가수분해하여 파괴하는 것이다. 말타아제는 2개의 포도당 단위 사이의 연결인 이당류 말토스를 알파-(1->4) 결합에서 파괴하는 데 중점을 둔다. 가수분해 속도는 기질(탄수화물 크기)의 크기에 의해 제어된다.

## 산업 응용
알파-아밀레이스는 녹말 분해에 중요한 기능을 가지므로 제빵 산업에서 자주 사용된다. 주로 빵 품질을 향상시키기 위한 풍미 강화 수단으로 사용된다. 알파-아밀레이스가 없으면 효모는 발효할 수 없다.
말토스-글루코아밀레이스는 녹말을 맥주와 사케 양조에 사용되는 말토스로 분해할 수 있기 때문에 일반적으로 발효원으로 사용된다.
양조 외에도 말토스 글루코아밀레이스는 알파-글루코시데이스 결합의 가수분해를 중지시키기 위해 특정 억제제를 도입하여 연구되어 왔다. 결합의 절단을 억제함으로써 과학자들은 당뇨병 치료에 더 효율적이고 덜 독성적인 약물을 개발하기를 희망하고 있다.

## 역사
말타아제 발견의 역사는 1806년 나폴레옹 보나파르트가 "베를린 칙령"에서 대륙 봉쇄령을 선포하면서 시작되었다. 이는 설탕의 대체 공급원을 찾기 위한 노력을 촉발했다. 1833년 프랑스 화학자 앙셀므 파앵과 장 프랑수아 페르소는 녹말을 포도당으로 전환하는 맥아 추출물을 발견했으며, 당시 이를 다이아스테이스라고 불렀다. 1880년 H.T. 브라운은 점막 말타아제 활동을 발견하고 현재 아밀레이스라고 불리는 다이아스테이스와 구분했다. 1960년대 단백질 화학의 발전으로 아르네 달크비스트와 조르조 세멘자가 소장 말타아제 활동을 분리하고 특성화할 수 있었다. 두 그룹 모두 수크레이스-이소말타아제와 말타아제-글루코아밀레이스라는 두 가지 다른 펩타이드 구조에 고유한 네 가지 주요 말타아제 활동 분획이 있음을 보여주었다. 50년 후 게놈 시대에 들어서면서 점막 녹말 가수분해효소의 복제와 염기서열 분석을 통해 달크비스트와 세멘자의 발견이 확인되었다.

## 말타아제 결핍
산성 말타아제 결핍증(AMD)은 폼페병으로도 알려져 있으며, 1932년 네덜란드 병리학자 JC 폼페에 의해 처음 기술되었다. AMD는 비성 관련 상염색체 열성 질환으로, 신체 거의 모든 세포 유형의 리소좀 소포 내에서 과도한 글리코젠 축적이 일어난다. 이는 근육 조직에 영향을 미치는 더 심각한 글리코젠 저장 질환 중 하나이다.
AMD는 영향을 받은 개인의 증상 발현 연령에 따라 세 가지 유형으로 분류된다. 영아형(유형 a), 아동형(유형 b), 성인형(유형 c)이다. AMD 유형은 17q23에 위치한 유전자 돌연변이 유형에 의해 결정된다. 돌연변이 유형은 산성 말타아제의 생산 수준을 결정한다. AMD는 매우 치명적이다. 유형 a는 일반적으로 1세 이전에 심부전으로 사망한다. 유형 b는 3세에서 24세 사이에 호흡 부전으로 사망한다. 유형 c는 증상 발현 후 10-20년 사이에 호흡 부전으로 사망한다.

## 비교 생리학
흡혈박쥐는 장내 말타아제 활동을 보이지 않는 유일한 척추동물이다.

## 같이 보기
- 말타아제-글루코아밀레이스
- 수크레이스-이소말타아제